# Бог не умер (фильм)
«Бог не умер» (англ. God's Not Dead) — американский драматический фильм, который основан на одноименной книге Райса Брукса и одноименной песне Newsboys. Фильм режиссёра Гарольда Кронка, и актёры: Шейн Харпер, Кевин Сорбо, Джим Глисон, Дэвид Э. Р. Уайт, Марко Хан и Дин Кейн. Фильм выпущен в кинотеатры весной 2014 компанией Pure Flix Entertainment.

## Сюжет
Студент-христианин Джош Уитон проходит испытание во время его общения с профессором философии, атеистом Рэдиссоном. На первом же занятии профессор Рэдиссон требует от своих студентов, чтобы они подписали заявление «Бог умер» для того, чтобы получить зачёт по предмету. Джош отказывается. Чтобы остаться в классе, он принимает вызов профессора. Он должен защитить свою веру в существование Бога в течение серии дискуссий с профессором Рэдиссоном.

## В ролях
| Актёр            | Роль               |
| ---------------- | ------------------ |
| Шейн Харпер      | Джош Уитон         |
| Кевин Сорбо      | Профессор Рэдиссон |
| Джим Глисон      | Уорд Уитон         |
| Дэвид Э. Р. Уайт | Пастор Дэйв        |
| Марко Хэнлиэн    | Мисрад             |
| Дин Кэйн         | Марк               |

## Продолжение
В 2016 году вышел фильм «Бог не умер 2». В фильме задействована часть актеров из первого фильма, а также такие известные актеры как Мелисса Джоан Харт, Рей Уайз и Джесси Меткалф.